# Kongres wiedeński

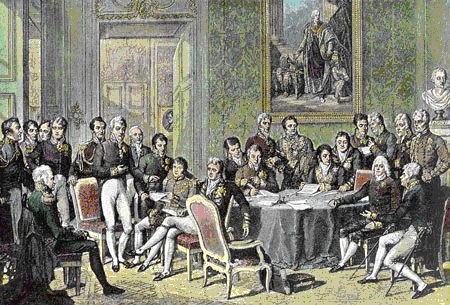
Jean-Baptiste Isabey, Kongres wiedeński, 1814

Kongres wiedeński (niem. Wiener Kongress) – konferencja międzynarodowa przedstawicieli szesnastu państw europejskich, trwająca od września 1814 roku do 9 czerwca 1815 roku w Wiedniu, zwołana w celu rewizji zmian terytorialnych i ustrojowych spowodowanych wybuchem rewolucji francuskiej i wojnami napoleońskimi oraz wypracowania nowych zasad ładu kontynentalnego.
Kongres wiedeński, ze względu na liczne bale, które mu towarzyszyły, nazywany był ironicznie tańczącym kongresem.

## Przyczyny i wydarzenia bezpośrednio poprzedzające kongres
W wyniku trwających w Europie w latach 1798–1815 wojen napoleońskich nastąpiły bardzo znaczące zmiany terytorialne na niemal całym obszarze kontynentu. Nieudana kampania rosyjska i klęska Francuzów w bitwie pod Lipskiem spowodowały abdykację Napoleona i załamanie się ładu epoki napoleońskiej. Już 9 września 1813 roku doszło do zawarcia rosyjsko-prusko-austriackiego porozumienia w Cieplicach, którego sygnatariusze zobowiązali się do wspólnego prowadzenia wojny, likwidacji Związku Reńskiego, odbudowy pozycji Austrii oraz podziału Księstwa Warszawskiego. 8 października do wojny, jako austriacki sojusznik, dołączyła Bawaria, a 9 października Wielka Brytania zobowiązała się przekazać milion funtów na potrzeby walki z Napoleonem.
Jeszcze w trakcie działań militarnych mocarstwa usiłowały dojść do porozumienia. Podstawowymi kwestiami spornymi były osoba nowego władcy na tronie francuskim oraz przyszła rola poszczególnych państw na kontynencie. Ponadto Austria obawiała się dominacji Prus nad państwami niemieckimi oraz przejęcia dominującej roli w całej Europie przez Rosję. Anglicy liczyli przede wszystkim na zapewnienie stabilności na kontynencie w celu uzyskania możliwości dalszego rozwoju poza jego granicami. Rosja z kolei pragnęła zapobiec uzyskaniu nadmiernych zdobyczy terytorialnych przez Austrię oraz ograniczenia roli brytyjskiej w świecie pozaeuropejskim.
W celu przygotowania układu pokojowego doszło do spotkania sojuszników na dwóch konferencjach – 29 stycznia 1814 w Langres oraz 11–19 lutego 1814 w Troyes. Najważniejszym powziętym wówczas postanowieniem była wspólna walka koalicjantów aż do walnego zwycięstwa nad Napoleonem. Od 4 lutego prowadzono także rokowania w Chatillon z przedstawicielami strony francuskiej, która dążyła do zawieszenia broni, oferując nawet pewne ustępstwa, jednak porozumienia nie osiągnięto.
9 marca 1814 roku przedstawiciele czterech mocarstw w Chaumont zawarli kolejny traktat sojuszniczy. Wielką Brytanię reprezentował Robert Stewart, wicehrabia Castlereagh, Austrię – Klemens Lothar von Metternich, Rosję – Karl Robert Nesselrode, a Prusy – Karl August von Hardenberg. Ustalono zasadę niezawierania separatystycznych traktatów z Francją oraz wytyczono ogólne cele wojenne – m.in. zobowiązanie mocarstw do utrzymania pokoju przez najbliższe 20 lat po zakończeniu działań zbrojnych.
6 kwietnia 1814 roku Napoleon abdykował, a 3 maja królem Francji został brat zgilotynowanego Ludwika XVI – Ludwik XVIII Burbon.
30 maja zawarto tzw. I pokój paryski, podpisany przez przedstawicieli mocarstw oraz Talleyranda reprezentującego nowy francuski rząd. Na mocy zawartego układu Francji przywrócono granice z roku 1792 oraz przyznano jej dodatkowe tereny na lewym brzegu Renu – wokół Landau in der Pfalz, Montbéliard, Miluzy oraz Saarbrücken. Nie obciążono jej także odszkodowaniem oraz zachowano większość kolonii. Zdecydowano również, że kwestie dotyczące pozostałych państw zostaną omówione na zwołanym w ciągu dwóch miesięcy kongresie w Wiedniu. Ponadto w wyniku bieżących ustaleń Wielkiej Brytanii przypadły Helgoland, Cejlon, Kraj Przylądkowy, Tobago, Santa Lucia, Seszele, Mauritius, Malta i Wyspy Jońskie. Szwecja przejęła Norwegię, Rosja zaś Besarabię, a okupowała także Księstwo Warszawskie i Saksonię. Austrii natomiast udało się odzyskać Tyrol oraz Ilirię.

## Obrady kongresu

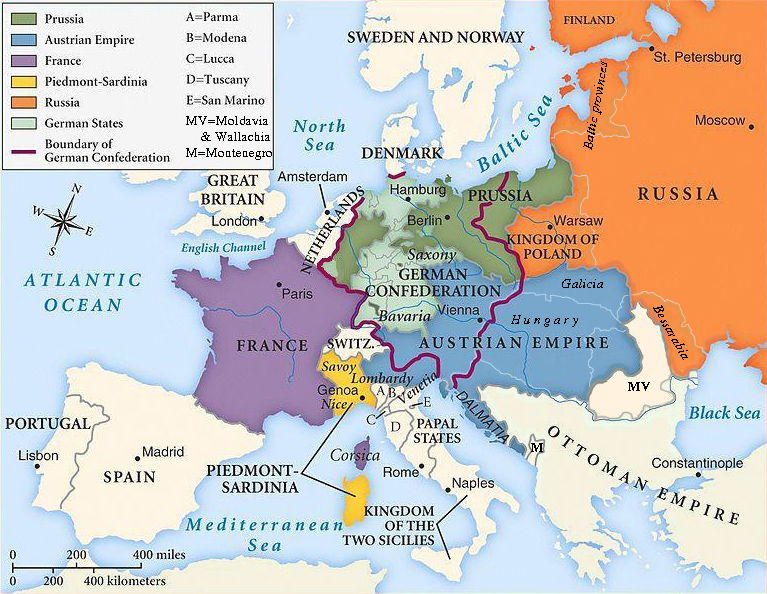
Mapa Europy po kongresie wiedeńskim

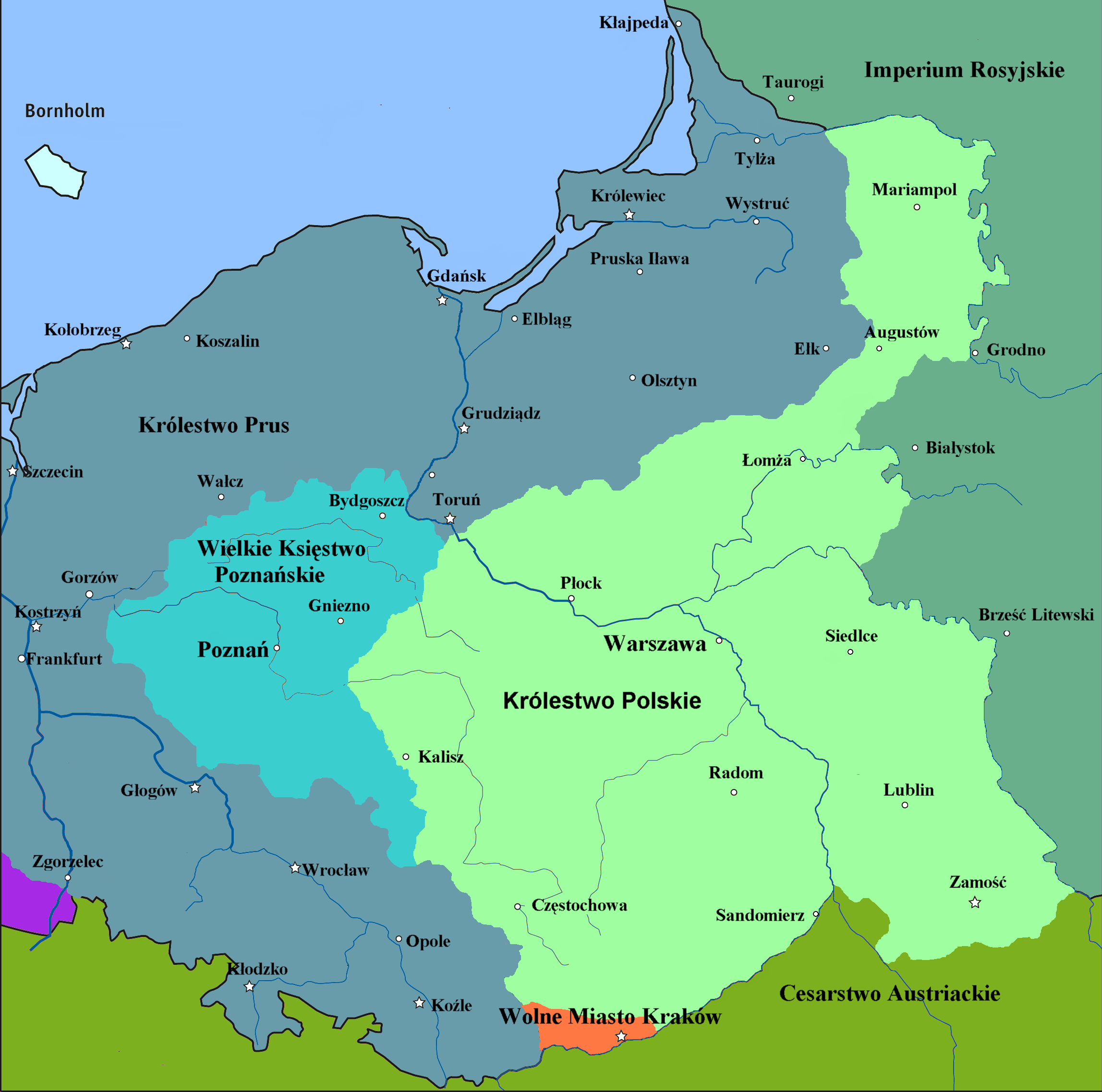
Ziemie polskie po kongresie wiedeńskim w 1815 roku

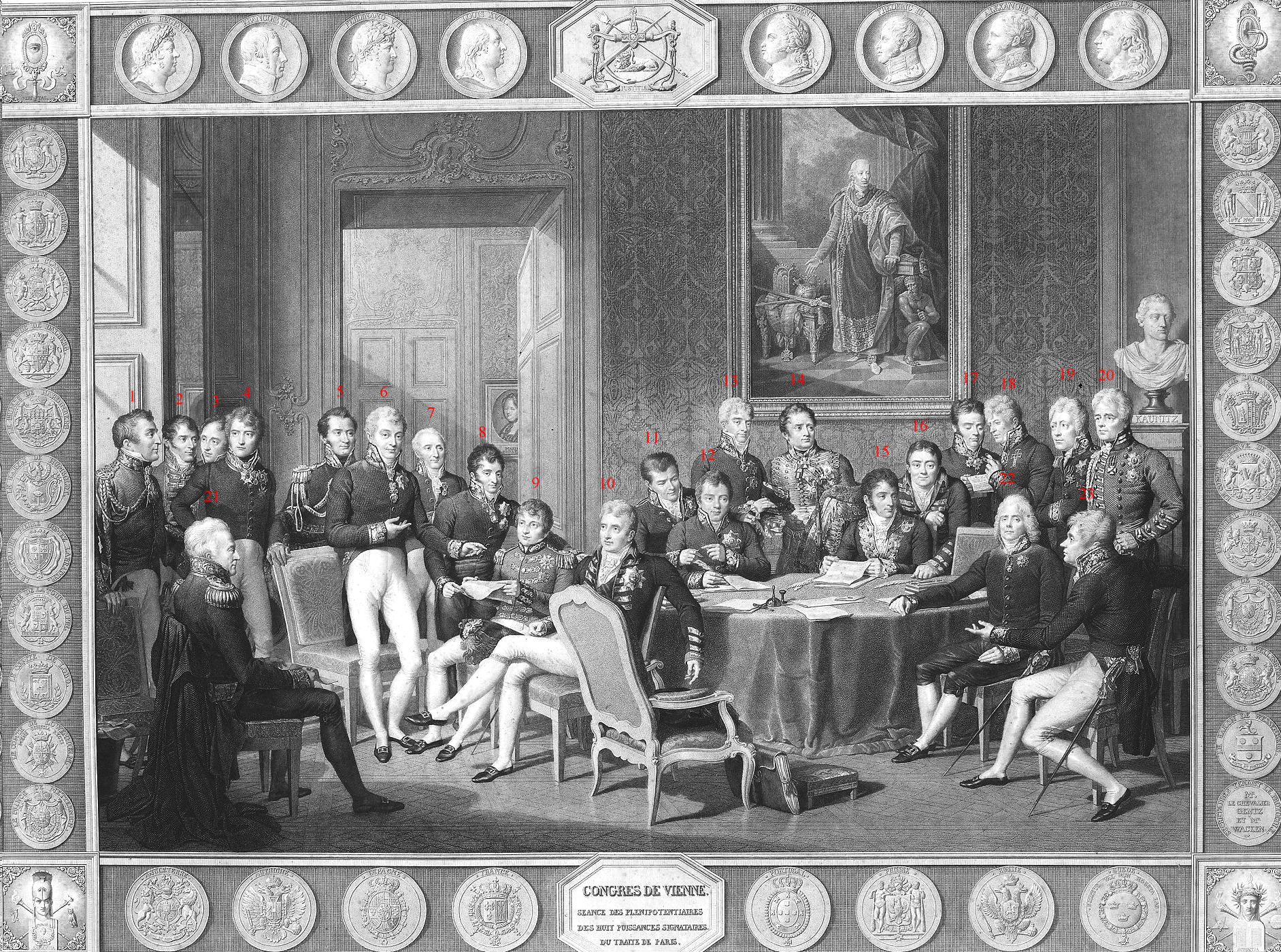
1. Arthur Wellesley, 1. książę Wellington
2. Joaquim Lobo da Silveira
3. António de Saldanha da Gama
4. Carl Löwenhielm
5. Jean de Noailles
6. Klemens Lothar von Metternich
7. André Marie Jean Jacques Dupin
8. Karl Robert Nesselrode
9. Pedro de Sousa Holstein
10. Robert Stewart, wicehrabia Castlereagh
11. Emmerich Joseph, książę Dalberg
12. Johann Philipp von Wessenberg
13. Andriej Razumowski
14. Charles Vane, 3. markiz Londonderry
15. Pedro Gómez Labrador, markiz Labrador
16. Richard Trench, 2. hrabia Clancarty
17. Wacken (protokolant)
18. Friedrich von Gentz (sekretarz kongresu)
19. Wilhelm von Humboldt
20. William Cathcart, 1. hrabia Cathcart
21. Karl August von Hardenberg
22. Charles-Maurice de Talleyrand-Périgord
23. Gustav Ernst von Stackelberg

Pierwsze ważniejsze spotkania europejskich dyplomatów oraz faktyczny początek obrad przypadły na wrzesień. Łącznie w Wiedniu zgromadziło się dwóch cesarzy (austriacki i rosyjski), czterech królów (pruski, duński, bawarski i wirtemberski), wielu książąt Rzeszy i przedstawicieli miast – łącznie ponad 200 delegacji oraz około 100 tysięcy gości. Oficjalne rozpoczęcie obrad planowano na 1 października, jednak do tej uroczystości nie doszło. Inauguracyjny bal maskowy odbył się 2 października. Nigdy nie nastąpiło również oficjalne zakończenie kongresu, ani razu nie doszło także do plenarnego spotkania wszystkich uczestników. Za dzień zakończenia konferencji uznaje się 9 czerwca 1815 roku, gdy podpisany został Akt końcowy Kongresu Wiedeńskiego.
Początkowo rolę dominującą odgrywali przedstawiciele wyłącznie czterech mocarstw zwycięskich, czyli ministrowie spraw zagranicznych Rosji, Wielkiej Brytanii, Austrii i Prus. Dyplomaci francuscy i hiszpańscy otrzymali jedynie prawo opiniowania ich decyzji. Spotkało się to ze sprzeciwem Talleyranda, który utrzymywał, że rządzona przez Burbonów Francja należy do koalicji zwycięzców. W związku z tym utworzono Komitet Ośmiu, do którego dokooptowano pozostałych sygnatariuszy I pokoju paryskiego, czyli Francję, Hiszpanię, Portugalię i Szwecję. Komitet ten powołał dziesięć komisji roboczych: prawną, statystyczną, ds. Polski, Saksonii, Niemiec, Włoch, Szwajcarii, rang i stopni dyplomatycznych, handlu niewolnikami i żeglugi śródlądowej.
Najistotniejsze decyzje nadal jednak zapadały wyłącznie przy uzyskaniu aprobaty Komitetu Czterech, a po intrydze styczniowej Komitetu Pięciu, gdy na znaczeniu zyskał głos Francji. Spośród monarchów najsilniejszą pozycję miał cesarz Aleksander I Romanow. W skład jego delegacji wchodzili również Karl Robert Nesselrode, książę Adam Jerzy Czartoryski, hrabia Joanis Kapodistrias, gen. Carlo Andrea Pozzo di Borgo, książę Andriej Razumowski oraz baron Heinrich Friedrich Karl vom Stein. Ze strony pozostałych mocarstw główną rolę na kongresie odegrali: austriacki kanclerz – książę Klemens Lothar von Metternich, brytyjski minister spraw zagranicznych – wicehrabia Robert Stewart Castlereagh oraz francuski minister spraw zagranicznych – książę Charles-Maurice de Talleyrand-Périgord.
Uczestnicy Kongresu pragnęli stworzyć taki porządek w Europie, który zapewniłby spokój wewnątrz ich państw oraz pokój na zewnątrz. Oparli się na trzech zasadach: restauracji, legitymizmu i równowagi sił. Legitymizm oznaczał niepodważalne prawo każdego władcy „z Bożej łaski” do tronu. Przywracano więc władców usuniętych przez rewolucję lub Napoleona, czasem wbrew woli poddanych im ludów (np. we Francji, gdzie tron objął Ludwik XVIII). Zasada równowagi sił polegała na umowie, że dołoży się wszelkich starań, by żadne z wielkich mocarstw nie osiągnęło znacznej przewagi nad pozostałymi. Ta ostatnia forsowana była przez Wielką Brytanię, która chciała w ten sposób uniknąć nadmiernego wzmocnienia jednego z mocarstw Europy kontynentalnej, ale nie była ona główną interesantką tej zasady, gdyż będąc krajem wyspiarskim, nie rościła sobie praw do ziem na kontynencie. Wielka Brytania czerpała swoje bogactwo z kolonii oraz wysoko rozwiniętej gospodarki. Głównymi zainteresowanymi tą umową byli przedstawiciele mocarstw o mniejszym znaczeniu (Hiszpania), czy te, które w okresie napoleońskim straciły na znaczeniu (Prusy).
Charakter Kongresu Wiedeńskiego był, jak na spotkania o takiej randze, raczej niezwykły. Wiele decyzji zapadało na licznych rautach, bankietach, czy przyjęciach organizowanych dla uczestników kongresu. Na tego typu zabawach to wygląd, zdolności taneczne i elokwencja stanowiły o dyplomatycznych powodzeniach czy porażkach. Na takich przyjęciach ogromną popularność zyskał car Aleksander I, zaskakując współbiesiadników swoją wprawą w tańczeniu walca. Z Wielkiej Brytanii sprowadzano kurtyzany, nazywane pokojówkami, które miały wpływać na decyzje poszczególnych dyplomatów lub spełniać rolę szpiegowską.

## Kwestia polsko-saska
Po upadku systemu napoleońskiego przynależność ziem polskich stała się przyczyną sporu pomiędzy mocarstwami. Aleksander I dążył do włączenia wszystkich ziem Księstwa Warszawskiego do Imperium Rosyjskiego. W zamian oferował Prusom całą Saksonię jako rekompensatę za ziemie zaboru pruskiego, włączone do tego księstwa. Plany te zostały nieprzyjaźnie przyjęte przez Austrię i Wielką Brytanię, która obawiała się rosyjsko-pruskiej dominacji w Europie Środkowej. Państwa te w poczuciu zagrożenia podpisały 3 stycznia 1815 roku wraz z Francją tajny sojusz zaczepno-obronny, przewidujący wspólne wystąpienie w przypadku zaatakowania któregoś z nich przez państwo trzecie. To ostatecznie zmusiło Rosję do zaniechania swych dalekosiężnych planów. Prusy otrzymały jedynie 2/5 terytorium Saksonii, odzyskując część ziem zaboru pruskiego, które wchodziły w skład Księstwa Warszawskiego.
Sprawa polska poniosła na kongresie ogromną szkodę. Chociaż bowiem Aleksander I stworzył – i to wbrew woli większości uczestników obrad – Królestwo Polskie, a słowo „Polska”, wymazane w roku 1795 z języka politycznego, zostało przywrócone, to jednak wśród narodów Europy ugruntowało się przekonanie, że Polska to właśnie to miniaturowe Królestwo i że poza nim i „niepodległym” Krakowem sprawa polska nie istnieje.

## Kwestia niemiecka
Problem Niemiec był jedną z kluczowych kwestii kongresu wiedeńskiego. Jeszcze przed jego otwarciem powstało wiele projektów proponujących, na przykład, przywrócenie przednapoleońskiego status quo na obszarze Niemiec; utworzenie federacji czy też zjednoczonego państwa narodowego. Prowadzone w końcu 1813 i na początku 1814 roku negocjacje wykazały jednak, iż ich realność zależy przede wszystkim od układu sił i interesów Austrii i Prus. Na kongresie wiedeńskim dyskusja nad problemem niemieckim koncentrowała się na dwóch głównych aspektach: terytorialnym i strukturalnym. W konsekwencji 8 czerwca 1815 roku podpisano Akt Zasadniczy Związku Niemieckiego i utworzono Związek Niemiecki w skład którego weszły 34 państwa i 4 wolne miasta (Frankfurt, Hamburg, Brema i Lubeka). Członkami Związku byli także monarchowie Holandii, z racji posiadania Luksemburga, oraz Danii ze względu na Holsztyn i Lauenburg.

## Postanowienia kongresu
- Terytorialne:
  - Utworzono Związek Niemiecki pod przewodnictwem Austrii.
  - Połączono katolicką Belgię i protestancką Holandię w Królestwo Zjednoczonych Niderlandów pod panowaniem Dynastii Orańskiej.
  - Na tron Wielkiego Księstwa Luksemburskiego powołano króla Holandii. Samo państwo pozostało jednak członkiem Związku Niemieckiego.
  - Utworzono Królestwo Polskie w unii personalnej z Rosją.
  - Utworzono Wielkie Księstwo Poznańskie pod panowaniem Prus (składające się z departamentu poznańskiego, części bydgoskiego i kaliskiego), Nadrenia, Westfalia, Pomorze Szwedzkie, Gdańsk, Toruń, ziemia chełmińska, północna Saksonia i Rugia włączone do Prus.
  - Z Krakowa i jego najbliższej okolicy utworzono Rzeczpospolitą Krakowską, pod protektoratem trzech zaborców.
  - Szwajcaria otrzymała trzy nowe kantony i stała się federacją złożoną z 22 suwerennych kantonów.
  - Szwecja uzyskała Norwegię od Danii za to, że Dania była w sojuszu z Napoleonem.
  - Austria zyskała Dalmację, Salzburg, okręg tarnopolski, Tyrol, Lombardię, Triest, Toskanię i Wenecję, także okolice Wieliczki z Księstwa Warszawskiego.
  - Odtworzono Państwo Kościelne.
  - Odtworzono Królestwo Sardynii, przyznając mu kontynentalne terytoria Genui, Nicei, Piemontu i Sabaudii pod panowaniem dynastii Sabaudzkiej.
  - Neapol i Sycylię połączono pod berłem Burbonów w Królestwo Obojga Sycylii, po tym, gdy dotychczasowy władca Neapolu i Sycylii, Joachim Murat, poparł powrót Napoleona i dokonał próby zjednoczenia Włoch.
  - Rosja uzyskała Finlandię i Mołdawię (Besarabię) i utraciła Obwód tarnopolski.
  - Wielka Brytania uzyskała tereny Południowej Afryki, Cejlon, Mauritius, Korfu.
  - Francja przywrócona została do granic z 1789 roku i zobowiązana do 0,7 mld franków kontrybucji (spłacone do 1818 roku).
  - W Modenie i Toskanii przywrócono na tron dynastię Habsburgów.
  - Parmę, Piacenzę i Guastallę oddano drugiej żonie Napoleona, matce jego syna – cesarzowej Marii Ludwice.
  - Bawaria otrzymała Palatynat Reński i Würzburg w zamian za zrzeczenie się Tyrolu i Salzburga (na rzecz Austrii).
  - Hanower podniesiono do rangi królestwa, a kilka księstw do rangi wielkich księstw.
- Dotyczące protokołu dyplomatycznego:
  - Po zakończeniu obrad podpisano sojusz, tzw. Święte Przymierze, między Rosją, Prusami i Austrią. Później przystąpiło do niego kilkanaście większych państw i znaczna liczba małych państw niemieckich. Inicjatorem przymierza był car Aleksander I.
  - Powołano do życia Centralną Komisję Żeglugi na Renie (art. 108-117).
  - 8 lutego 1815 r. uchwalono deklarację o zniesieniu handlu niewolnikami. Sama instytucja trwała nadal (w koloniach brytyjskich niewolnictwo zniesiono ostatecznie w 1843, we francuskich w 1848, w innych jeszcze później).
  - Opracowano regulamin dyplomatyczny, który po zmianach dokonanych w 1818 r. obowiązywał do XX w.
  - 20 listopada 1815 r. ogłoszono akt wieczystej neutralności Szwajcarii (zabroniono jej też wystawiania najemników, dopuszczając jedynie służbę w Gwardii Papieskiej).